# Jack Palmer
Pour les articles homonymes, voir Palmer.
Jack Palmer est un personnage de bande dessinée créé en 1974 par René Pétillon. Palmer est un détective qui ne comprend pas grand-chose aux enquêtes qu'on lui confie mais parvient toujours à se faire embarquer dans un typhon d'imbroglios. Ses aventures satiriques touchent divers sujets de société : la politique, les médias, la mafia, la jet set. 

## Apparence
Jack Palmer est une parodie des détectives privés qui ont fait les grandes heures de la Série noire, comme Philip Marlowe et Sam Spade. Il n'a en commun avec eux que le trench-coat mastic et le chapeau mou, mais comme Jack Palmer est un petit bonhomme insignifiant, le trench est trop grand pour lui, et son chapeau est difforme. En complet décalage avec les milieux chic où se déroulent souvent ses enquêtes, il vit dans une chambre de bonne sous les toits et trimbale ses affaires dans un sac Tati.

## Albums
- Série régulière :

1. Pétillon, Éditions du Fromage, 1976. Renommé Gourous, derviches et co. en 1979 et Une sacrée salade en 1981[3] ;
2. Mister Palmer et Docteur Supermarketstein, Éditions du fromage, 1977[4],[5] ;
3. La Dent creuse, Éditions du fromage, 1978 ;
4. Les Disparus d'Apostrophes !, Dargaud, 1982[6] ;
5. Le chanteur de Mexico, Dargaud, 1984 ;
6. Le Prince de la BD, Dargaud, 1985 ;
7. Le Pékinois, Dargaud, 1987 ;
8. Un détective dans le Yucca, Albin Michel, 1989 ;
9. Narco-dollars, Albin Michel, 1990 ;
10. Un privé dans la nuit, Albin Michel, 1993 ;
11. Le Top-model, Albin Michel, 1995. Renommé L'Affaire du top-model en 2001 ;
12. L'Enquête corse, Albin Michel, 2000[7],[8]. Alph-Art du meilleur album français du festival d'Angoulême 2001[9] (adapté en film) ;
13. L'Affaire du voile, Albin Michel, 2006 ;
14. Enquête au paradis, Dargaud, 2009 ;
15. Palmer en Bretagne, Dargaud, 2013.

- Hors-série :
  - Le Meilleur et le pire de Jack Palmer, Albin Michel, 1999.

## Adaptations audiovisuelles

### Films
- 2004 : L'Enquête corse est un film réalisé par Alain Berberian, d'après l'album homonyme de René Pétillon, avec Christian Clavier, Jean Reno et Caterina Murino.

Dans cette adaptation cinématographique, à laquelle Pétillon n'a pas participé, le personnage de Jack Palmer (joué par Christian Clavier) ressemble à son alter ego de papier par la taille et la finesse d'esprit, mais il est plus bavard et il semble jouir d'une certaine réussite matérielle. En effet, le personnage de la BD est continuellement fauché (il vit dans une chambre de bonne sous les toits) et ne dit presque rien ; il se contente d'être spectateur d'un univers absurde qui le dépasse complètement.
Dans cette adaptation « Jack Palmer » n'est qu'un « nom d'artiste » utilisé par « Rémi François ». Dans Les Disparus d'Apostrophe (1982), le détective disait à sa cliente : « En réalité, Palmer, ça n'est pas mon vrai nom ».

### Dessins animés
- 2001 : Jack Palmer ou le détective malgré lui est une série télévisée d'animation de 30 épisodes d'une minute trente réalisée par Jacky Bretaudeau, Luc Vinciguerra et René Pétillon et diffusée pour la première fois le 3 décembre 2001 sur Canal+.